# Electrafixion
Electrafixion est un groupe britannique de rock alternatif formé en 1994 par Ian McCulloch et Will Sergeant, tous deux anciens membres du groupe Echo and the Bunnymen. Electrafixion se sépare en 1996.

## Histoire
Le chanteur Ian McCulloch et le guitariste Will Sergeant ont fondé le groupe de rock Echo & the Bunnymen avec le bassiste Les Pattinson en 1978. En 1988, Ian McCulloch quitte le groupe qui continue avec un remplaçant, Damon Reece, jusqu'à la séparation en 1993.
L'année suivante, McCulloch et Sergeant se retrouvent et forment Electrafixion en recrutant Leon de Sylva à la basse et le batteur Tony McGuigan. Le 1er concert de la formation a lieu à la maison de Radio France lors d'une Black session en février 1994. Le groupe se produit régulièrement sur scène en Europe et en Amérique du nord, jusqu'en 1996, année de sa séparation. Ian McCulloch et Will Sergeant décident en effet de mettre fin au projet et de reformer Echo and the Bunnymen en compagnie de Les Pattinson.
La production discographique d'Electrafixion se résume à un EP, Zephyr, sorti en 1994, un album au style très rock, Burned, en 1995, ainsi que plusieurs singles. Ces disques ont eu les honneurs des hit parades au Royaume-Uni.

## Discographie
Album
- 1995 - Burned

EP et singles
- 1994 - Zephyr (EP)
- 1995 - Lowdown
- 1995 - Never
- 1996 - Sister Pain
- 1997 - Baseball Bill (single promotionnel, édition limitée)